# Hürm
Hürm är en ort och kommun  i Österrike. Den ligger i distriktet Melk i förbundslandet Niederösterreich, 70 km väster om huvudstaden Wien. 
Kommunen består av 27 orter (Ortschaften) (inom parentes invånarantal 1 januari 2024):

- Arnersdorf (15)
- Atzing (17)
- Diendorf (15)
- Grub (23)
- Hainberg (92)
- Harmersdorf (117)
- Hösing (53)
- Hürm (846)
- Inning (181)
- Kronaberg (9)
- Löbersdorf (29)
- Maxenbach (5)
- Mitterradl (30)
- Murschratten (7)
- Neustift bei Sooß (16)
- Ober-Siegendorf (21)
- Ober-Thurnhofen (11)
- Oberhaag (16)
- Oberradl (38)
- Pöttendorf (35)
- Scharagraben (24)
- Schlatzendorf (95)
- Seeben (32)
- Sooß (154)
- Unter-Siegendorf (49)
- Unter-Thurnhofen (73)
- Unterhaag (10)